# Smrťova říše (mapa)
Mapa Smrťovy říše je třetí ze série čtyř map Zeměplochy. Namalována byla Paulem Kidbym za spolupráce Terryho Pratchetta, který také napsal komentář. Do češtiny ji v roce 2000 přeložil Jan Kantůrek.